# This War of Mine
『This War of Mine』は、戦争状況を市民として生き延びるサバイバルゲームであり、ポーランドのゲーム開発会社の11 bit studiosによって開発、販売された。本作は戦争をテーマとする作品だが、ありきたりの戦争ゲームとは異なって主人公は兵士ではなく、一般市民であり、プレーヤーは敵軍に包囲された街の一角で必死に生き残ろうとする人々となってプレイし、狙撃手や盗賊を警戒しつつ乏しい物資をやりくりし、しかも状況によっては仲間を犠牲にしながらも生き抜かなければないという内容のものであり、かなり重いテーマのサバイバルシミュレータである。日々の危険から生き延びるために、キャラクターは難しい決断をたくさんしなければならない。ゲームでの決断に応じて、それぞれのキャラクターに様々なエンディングが用意されている。『This War of Mine』は2014年11月にMicrosoft Windows、OS X、Linux向けに発売された。Androidへの移植版は2015年7月14日に発売され、iOSへの移植版は翌日（7月15日）に発売された。拡張パック『This War of Mine: The Little Ones』はPlayStation 4とXbox One向けに2016年1月29日に発売され、Microsoft Windows向けに2016年6月1日に発売された。ゲームすべての内容を含むバージョン『This War Of Mine: Complete Edition』はNintendo Switch向けに2018年11月27日に発売された。
もともとはインディーズ作品であったにもかかわらず、高く評価されさまざまなプラットフォームに移植され、2022年11月時点で累計販売数が700万に達しているヒット作品である。

## ゲームプレイ
『This War of Mine』は、戦時下で生き抜くことをテーマにした、道徳的・感情的にかなり重い内容をプレーヤーに突きつけるゲームである。プレイヤーは、包囲された架空の市であるGraznaviaのポゴレン（Pogoren）の、その場しのぎの壊れた家で市民の生存者たちを操作する。ゲームの主な目標はプレイヤーが収集できる道具や資材を使って戦争中に生き続けることである。プレイヤーの操作するキャラクターのうち大半は軍隊の経験やサバイバルの経験がなく、生き続けるためにプレイヤーによる定期的な介入を必要とする。プレイヤーは停戦の宣言までキャラクターの健康、飢え、気分のレベルを維持しなければならない。プレーヤーは戦争がいつまで続くのか、いつ停戦となるか予想がつかない状況でプレイしなければならず、停戦宣言は無作為に選ばれた継続時間の後に発生する。
昼間は敵のスナイパー（狙撃手）が外にいるため、生存者は家の中にいなければならない。したがって昼間はプレイヤーが収集した資材から道具を工作し、交換し、避難所である家を改良し、食べ物を調理し、生存者を治療する時間になる。夜間になれば外出することができ、プレイヤーは日々を生きのびるために役立つ資源を探すため付近を探索できる。プレイヤーが操作する生存者は外出中に他のNPCの生存者に遭遇する可能性がある。食べ物か薬を提供してNPCの生存者を助けるか、略奪し殺すか、選択することができる。プレイヤーは避難所の中に無線機を作ることもできる。無線機は気象警報、市の経済状況の更新、進行中の戦争の影響に関するニュースのような有益な情報をもたらす。このような情報はプレイヤーが適切な避難所の改良や収集行動の計画を立てる助けになる。
ゲームは1人から4人の生存者がいる状態で始まる。プレイヤーは生存者の行動に影響を与えることができる。プレイヤーが行う行動によりそれぞれの生存者のエンディングは変わる。それぞれのキャラクターにはプレイヤーを助けたり、妨げたりするような性格上の特性が1つないし2つあり、さらに、戦闘や動作の速度などに影響する様々な隠しステータスがある。常に役立つ特性もあるが、特定の日に役立つ特性もある。例えば、Brunoという名前のキャラクターには「料理上手」という特性があり、食事を作る際にプレイヤーは燃料と水の使用量を減らすことができる。プレイヤーが操作できるキャラクターは合計で12人いる。DLC『This War of Mine: The Little Ones』では子どもの生存者が追加される可能性がある。子どもの生存者は自分の身を守ることができないか、避難所を維持するために最初に必要とされる仕事をすべて行うことができない。その上、抑うつ状態になるのを防ぐため、子どもの生存者には絶えず注意を払う必要がある。しかし、料理、水の濾過、作物の栽培のようなちょっとした雑用が行えるように他の生存者が子どもの生存者に教えることができる。子どもの生存者は一度大人と親しくなると、夜間にその大人と同じベッドで眠ることができ、2人に別々のベッドを用意する必要がなくなる。

## 開発
本作は1992年から1996年のサラエボ包囲中にボスニアの市民たちが耐え忍んだ劣悪な生活状況と戦時中の残虐行為から発想を得た。サラエボ包囲は第二次世界大戦後最長の市街地包囲である。
本作の開発元である11 bit studiosが拠点を置いている場所はポーランドにあり、開発者たちにとって母国語はポーランド語で、彼らにとって英語はあくまで外国語であり（英語に疎いので）、彼らは当初、家の玄関先まで戦争が迫るという意味にするつもりで、本作に英語で「War of Mine」という題名を付けていた。ところが、英語に詳しい者から「これでは『炭鉱（Mine）の戦争』となる」という指摘が寄せられ、「This War of Mine」に変更された。11 bit studiosのマーケティング部門代表のPatryk Grzeszczukは、Game Developers Conferenace 2017にて、「英語としての語感はちょっと変だが、「戦争が迫れば、戦う人もいれば、殺される人もいる。生き残ろうとする人もいる」、あるいは「人は誰もが兵士ではない」といった事実を、暗に主張するタイトルになった」と振り返っている。
2014年11月にゲームの違法コピーがオンラインで不正に入手できるようになった。11 bit studioは使用可能なSteamキーの数字を公表する対応をとり、ダウンロードをした人が友達とゲームを共有し、金銭的に余裕があればゲームを購入するよう勧めた。

### 発売・マーケティング
本作のシニアライターのPawel Miechowskiは、メディアからの取材に対し、「（本作は）まったく楽しくない。このゲームは1つの経験であり，メッセージ。これは完全に壊滅的だ」と明言している。それでも、Grzeszczukは「映画は楽しいものばかりでなく、考え込ませたり、中にはつらくなるようなものもあるが、それを見に来る人がいる。マーケティングは作品の力を信じることから始めなければならない。」と考え、本作のマーケティングに臨んだ。
本作の販売戦略では、あえて主人公が一般市民であることを前面に出す方針が取られ、コンセプトアートも「近代的な装備を身に着けて戦う兵士」と「壁にもたれる市民」を対比させたデザインとなった。このほかにも、イベントへの出典や、SNSを通じた広報活動が行われた。

### 発売後
Ver1.3アップデートでは、シナリオエディター機能が追加された。シナリオエディターによりプレイヤーが生存者を創作し、選択できるようになる。また環境条件や紛争の期間も変更できるようになる。
2.0アップデート時点でプレイヤー作成機能がSteam Workshopを通して公表された。
11 bit studiosと連携し、Galaktaから協力型ボードゲーム版が2017年に発売された。
3周年を記念して、11 bit Studiosは2017年11月14日に3つのストーリーDLCのうち1つ目『Fathers Promise』を発売した。2つ目のDLC『The Last Broadcast』は2018年11月14日に発売された。2018年11月に11 bit StudiosはNintendo Switch専用の『This War Of Mine: Complete Edition』を発表し、同月後半に発売した。『This War Of Mine: Complete Edition』はすべてのコンテンツを1つのゲームに集約しており、最初のゲーム、アニバーサリーエディション『This War of Mine: The Little Ones』、3つのエピソードから成るDLC『Fathers Promise』、『The Last Broadcast』、『Fading Embers』を含む。パッケージ版はNintendo Switch向けで、世界同時発売日にヨーロッパにおいてDeep Silverから入手できる。

## 評価

### 批評
レビュー集約サイトMetacriticによると、PC版とコンソール版は「概ね好意的な評価」を受けたが、『This War of Mine』のiOS版は「普遍的な称賛」を得た。
『Digital Fix』はPC版を10点中9点とし、「道徳的なレンズを通して見ることを選択しようがしまいが、卓越した戦術的サバイバルシステムがあり、このことがゲームを道徳じみた話にならないようにしている。ゲームが描写する出来事は重苦しく、長々と熟考するが、何とかして決着をつけようと努力し、逆境に打ち勝ち、自分のキャラクターを救うために気が付くと何度も戻ってきていた」と述べた。また、『Digital Fix』は『This War of Mine: The Little Ones』のPS4版を10点中8点とし、「PC版の方が良いが、PS4での発売によりこの注目に値するゲームは新たな顧客を得た」と述べた。411Mania gaveはXbox One版を10点中8.5点とし、『This War of Mine』は「直感的な体験で落ち着いたり、経験値を得たり、何かを撃ち殺したりするのが好きな場合に勧めるゲームではない。このゲームはテンポが速いわけではない。実際のところ、このゲームを遊んでもあまり楽しくない。このゲームはほぼ至る所で自分の行動に関してプレイヤーをひどい気分にする。これらすべてを考えても、ゲーム体験についてきわめて重要なものがあるため、このゲームを試しにやってみることを勧める」と述べた。『Digital Spy』はPC版を星5つ中4つとし、「問題だらけでも、がれきがすっかり崩れ落ちてきても、人間味にあふれているところが『This War of Mine』を説得力のあるものにしている。再び飛び込んですべてに耐えようとするために必要な最低限の希望を残す」と述べた。『Metro UK』はPS4版を10点中7点とし、『This War of Mine』を「戦時中の市民側の様子を示すための、大胆で、大部分は成功した試みで、時折ゲームとして失敗していても、双方向性のドラマとして成功した」とみなした。しかしながら、『Slant Magazine』はコンソール版を星5つ中2つとし、『This War of Mine』は「プレイヤーを啓発するという歪んだ試みにおいて、人間の絶望のうちほとんどポルノレベルのものを示すことにしか興味がないように見える」と述べた。
報道によると本作は開発費を最初の2日の販売で回収し、2019年の4月までに450万本超を売り上げた。

### 販売数
本作は発売初年に約70万本売れた。11 Bit Studiosの販売ディレクターPaweł Feldmanによると、ゲーム機と携帯機器での販売により顧客層を拡大し、最初の発売から5年で着実な売上と成長を維持することができた。
また、2019年4月時点では、全機種での売り上げが合計で450万本を突破をした。（なお、DLC「War Child Charity DLC」の販売収益を通じて50万ドル（2019年4月時点で約5,500万円）が寄付された。）
2022年11月時点で累計販売数が700万に達している。

## 学校の授業での活用
ポーランドの首相府は2020年に『This War of Mine』がポーランドの高校で2020–2021年度の推薦図書一覧に追加されると公表した。これは学校の推薦図書にコンピューターゲームを追加する世界で初めての取り組みである。本作はポーランドで実際に授業でも使われるようになっており、学生たちは授業でPCに向かい本作をプレイする。書籍に書かれた文章をただ読むのとは異なり、戦争状況に身を置いたような状態で主体的に考えられるようになり、ものごとの優先順位、人はいったい何を優先すべきなのかについて自然と考える機会を得ることができる。